# 상살바도르두문두시

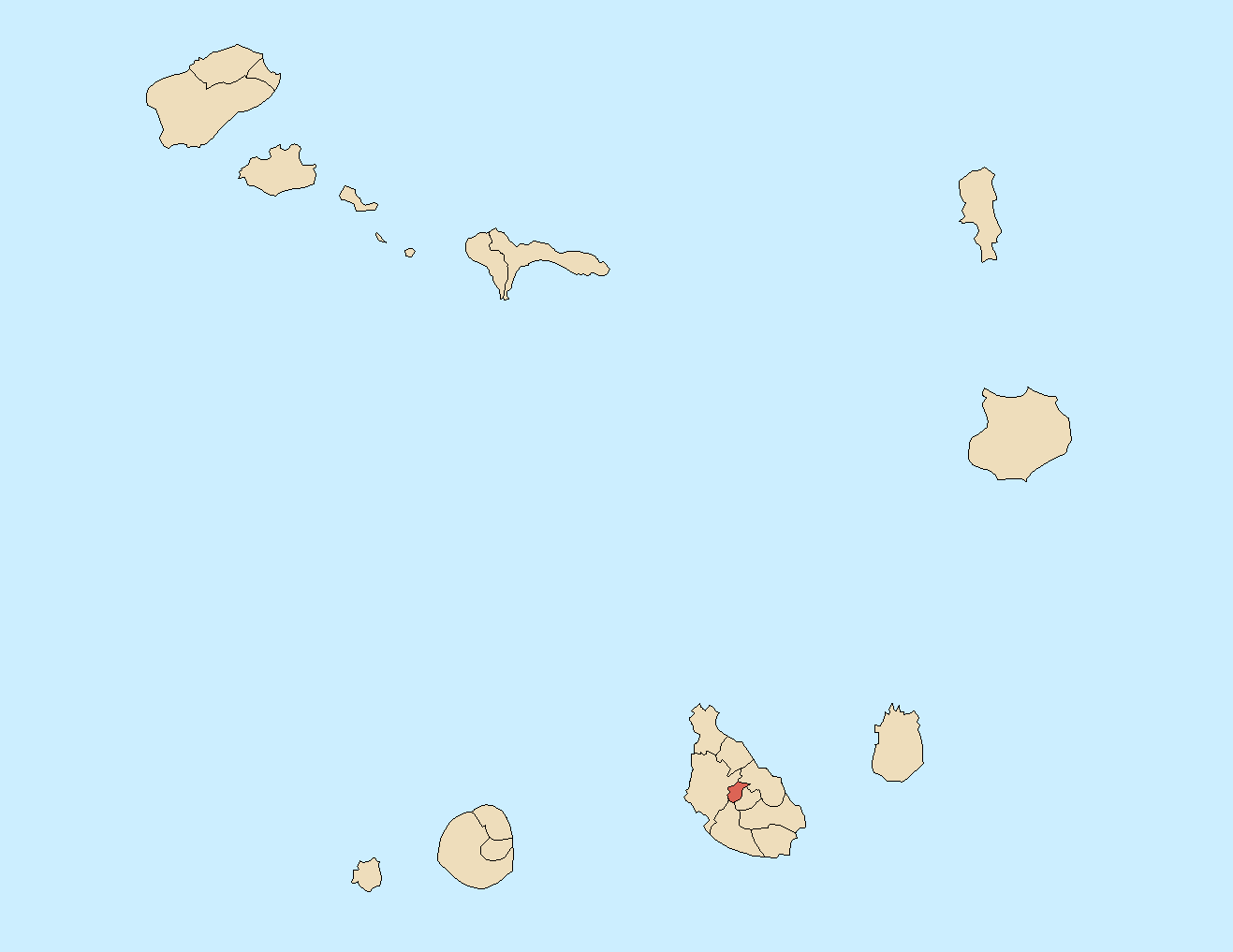
상살바도르두문두시의 위치

상살바도르두문두시(포르투갈어: São Salvador do Mundo)는 카보베르데를 구성하는 22개 지방 자치체 가운데 하나로 산티아구섬 중부에 위치한다. 행정 중심지는 피쿠스이며 면적은 26.5km2, 인구는 8,643명(2010년 기준)이다. 1개 교구(상살바도르두문두(São Salvador do Mundo) 교구)를 관할한다.